# 开封府尹
开封府尹为五代和宋朝一重要官职名，是首都开封府的最高长官，负责开封府管内行政、民政和司法事务。五代时多由皇位继承人担任，北宋担此职者有四成能在日后任宰辅、执政，其重要性可见一斑。另由于包公戏的流行，使得这一官职让世人耳熟能详。

## 历史
後梁開平元年（907年）四月二十三日梁太祖朱溫敕升汴州為東京，置開封府，始設立開封府尹，朱友文為首任開封府尹。後唐同光元年（923年）十二月，唐莊宗李存勗滅後梁，降開封府為宣武軍節度汴州。後晉天福三年（938年）十月復升汴州為東京開封府。此後後漢、後周、北宋、南宋、劉齊、金皆沿用。
後梁、後晉、後漢時，開封府尹多用皇室成員和元老宿將，但皇室成員年齡幼小時，則任命權知開封府作為實際上開封府的負責人，第一位權知開封府为邊蔚。後周時，文官權知開封府漸漸增多。
到宋代，被稱為“開封府尹”的，只有晉王趙光義、魏王趙廷美、許王趙元僖、壽王趙元侃四位皇室成員，其他人稱“判開封府”、“權知開封府事”（如寇准以刑部侍郎權知開封府）、“權發遣開封府”，民間稱知府。任職資格為待制（從四品）以上，資格未至待制而充任者用權發遣之名，二品以上大員充任則用判之名。擔任開封府尹的壽王趙元侃被立為皇太子後，其職務改為判開封府，因皇太子不應再擔任有品級的官職。宋真宗繼位後，宗室不再擔任在地方實際工作的差遣，故從此後無皇子任開封府尹。
崇寧三年（1104年），宋徽宗听从蔡京建议，“罢权知开封府，置开封牧、尹各一人，少尹二人”，称“崇寧改制”。由此開始，開封府尹成為定稱而不分是否皇室親王任職。靖康、建炎年間，兵禍連連，又有宰相、尚書領開封府，與開封府尹同時在任，如聶山、何栗、王寧。
据開封題名記碑（開封市博物館）載，从宋太祖建隆元年（960年）二月，到宋徽宗崇宁四年（1105年）闰二月八日的146年間，共有183位開封府尹任職，起于昝居潤（原後周開封知府，建隆元年（960年），宋建后以宣徽南院使仍判開封府），止于李孝壽（崇寧四年（1105年）閏二月，擢顯謨閣待制權知開封府）。另有開封府尹碑（文革中遺失）載宋徽宗崇寧四年閏二月以后的開封府尹，起于李孝壽，止于上官悟（建炎三年（1128年）八月上官悟任东京留守；次年二月十四日東京城為金軍所陷，上官悟遇害身亡，從此開封府不為宋所有，開封府尹一職亦宣告終結）共四十八位，此外附录了金代一任韩仲适。
开封府廨在宣德门南街东，為后梁開平元年兴建。臨近大相國寺。

## 職能
据《宋史卷一百六十六·職官志六·開封府》概述開封府長官的職能為：
掌尹正畿甸之事，以教法导民而劝课之。中都之狱讼皆受而听焉，小事则专决，大事则禀奏。若承旨已断者，刑部、御史台无辄纠察。屏除寇盗，有奸伏则戒所隶官捕治。凡户口、赋役、道释之占京邑者，颁其禁令，会其帐籍。大礼，桥道顿递则为之使，仗内奉引则差官摄牧。
兼任功德使，管理功德事，即道、释及修功德等事务。
兼任畿内劝农使，劝课农桑。

## 任期
北宋制度規定地方官一年一考，三考一任，但地方官任期普遍短於三年，至於開封府尹則為更短，不滿一年者佔大多數。任期最長者為晉王趙光義十五年，最短者為皇太子趙桓僅三天。

## 組織
開封府所管事務繁多，有官吏六百餘人。
- 副職為通判，直屬于皇帝，負責副署開封府钱谷、户口、兵民、赋役、狱讼等公事、監督開封府上下官吏。僅有宋琪一任。

- 重要幕僚有判官、推官，通判從缺，判、推官是開封府實際上的副職。宋初各置一人，景德四年后（1007年）有所增減，最終定為各二人。元祐六年（1091年）判官、推官分為左右廳，分別治事，以互相牽制。其聯合辦公之所稱“簽廳”、“都廳”、“使院”，下分十一案，處理每日錢谷、刑獄文書，[5]設有使院都孔目官和使院勾押官等。判、推官分工為：三人負責刑獄訟訴；一人負責赋税、户口、钱谷等，稱為領南司。

- 司錄參軍，官署為開封府司錄司，又稱“府院”。負責審判刑事和民事案件，管理府司西獄（為臨時拘押之所年）及監督六曹工作、簽署六曹及左右軍巡院文書。开封府司录司還下設有检校库等機構，负责照看孤儿的生活起居等事务，点检代管孤儿的财产，[6]和学校的后勤保障等事务。

其他幕僚有功、倉、戶、兵、法、士六曹參軍。其中功、倉、兵三曹為開封府獨有，天下其他府州軍監所無。
- 功曹参军，負責考核官吏，管理祭祀、礼乐、学校、医院等事务。並与法曹参军兼领检查执法工作。

- 仓曹参军，负责修缮公廨，管理仓库簿领等。與户、兵、法、士曹參軍覆检各自分管县份的爭議事項，同时與户、兵、法、士曹參軍按季节轮流與开封府司录参军一起审理案件。[7]

- 户曹参军，主要职责是户籍、婚姻、田宅、赋税等事。

- 兵曹參軍，职能是掌管军防、仪仗、烽驿传送马。

- 法曹參軍，职能是根据具体的案情和审理情况，找出律令条文，以供断案处刑。[8]

- 士曹参军，主要职能僅僅是負責到、罢批书。大觀元年（1107年），增加審理士人的婚田斗讼公事。

- 左、右軍巡使，官署為左、右軍巡院，與開封府司錄司通稱“三院”、“三狱院”。負責逮捕、審問及管理監獄（同為臨時拘押之所）。副職為左、右军巡判官。

- 勾當左、右廂公事，官署為勾當左、右廂公事所，又稱“都廂”。設置於熙宁三年（1070年），負責城內若干廂的輕微案件（杖刑六十以下的争斗的刑事案件，及拖欠公私债务、婚姻）審判。[9]

- 提點開封府界諸縣鎮公事，簡稱“提點”，官署為开封府界提点司。負責管理開封府鄉村地區的刑狱、治安、仓场、河道沟渠等事务。宋代開封府城鄉分開管理，城市部分稱為“在京”，鄉村部分稱為“府界”。可參見京畿路。

- 巡檢，官署為巡檢司。每縣各置一，又二三縣設一駐泊巡檢，開封府城內每廂亦設有一巡檢。負責治安和消防。由禁軍充任，署開封府與三衙雙重領導。

廂，開封府城內外城各設四廂，共八廂，每廂統若干坊，共一百二十坊。是開封府專門管理城市事務的機構。廂的官吏有所由、街子、行官、廂典、書手。
- 府学博士，职责是训导管教学生。大觀元年（1107年）置。

- 府学钱粮官，主要职责是掌管府学的田产、收支。政和二年（1112年）置。

- 管勾架阁官，負責檔案、文書、賬冊的保存和查閱。政和五年（1115年）置。

## 历任府尹、判府、知府

### 後梁
| 姓名       | 差遣       | 籍贯     | 结衔                                        | 上任时间                    | 离任时间              | 去向         |
| ---------- | ---------- | -------- | ------------------------------------------- | --------------------------- | --------------------- | ------------ |
| 博王朱友文 | 开封府尹   |          | 檢校司徒                                    | 開平元年（960年）四月       | 乾化二年（912年）六月 | 被朱友貞所殺 |
| 均王朱友貞 | 行开封府尹 |          | 檢校司徒、東京留守                          | 乾化二年六月                | 乾化三年（913年）二月 | 皇帝         |
| 袁象先     | 开封府尹   | 宋州夏邑 | 檢校太保、同平章事、鎮南軍節度使            | 乾化三年（913年）四月       | 乾化四年（914年）四月 | 移淄青节度使 |
| 劉鄩       | 开封府尹   | 密州安丘 | 檢校太傅 → 檢校太尉、同平章事、鎮南軍節度使 | 乾化四年（914年）四月       | 貞明二年（916年）三月 | 移鄭滑節度使 |
| 劉鄩       | 开封府尹   |          | 檢校太傅、同平章事、鎮南軍節度使            | 貞明三年（917年）二月       | 貞明三年（917年）九月 | 移亳州團練使 |
| 王瓚       | 开封府尹   | 并州祁縣 | 檢校太傅                                    | 不晚於貞明五年（919年）八月 | 龍德三年（923年）十月 | 梁亡降唐     |

### 後唐
| 姓名 | 差遣     | 籍贯 | 结衔     | 上任时间              | 离任时间                | 去向                           |
| ---- | -------- | ---- | -------- | --------------------- | ----------------------- | ------------------------------ |
| 王瓚 | 开封府尹 |      | 檢校太傅 | 龍德三年（923年）十月 | 同光元年（923年）十二月 | 改宣武節度副使知府事、汴州刺史 |

### 後晉
| 姓名       | 差遣                 | 籍贯       | 结衔                         | 上任时间                | 离任时间                | 去向               |
| ---------- | -------------------- | ---------- | ---------------------------- | ----------------------- | ----------------------- | ------------------ |
| 鄭王石重貴 | 开封府尹             |            | 右金吾衛上將軍               | 天福三年（938年）十二月 | 天福六年（941年）十二月 | 移廣晉尹           |
| 李德珫     | 开封府尹             | 應州金城   | 检校司徒、同平章事           | 天福六年（941年）十二月 | 天福七年（942年）九月   | 移廣晉尹           |
| 張從恩     | 开封府尹             | 并州太原   | 宣徽南院使、襄州行營兵馬都監 | 天福七年（942年）九月   | 天福八年（943年）二月   | 移鄴都留守、廣晉尹 |
| 皇弟石重睿 | 开封府尹             |            | 檢校太保                     | 天福八年（942年）二月   | 開運二年（945年）五月   | 移秦州節度使       |
| 邊蔚       | 權知开封府、開封少尹 | 華州鄭縣   | 左散騎常侍 → 戶部侍郎        | 天福八年（942年）二月   | 開運二年（945年）五月   | 移亳州防御使       |
| 李周       | 權开封府尹、東京留守 | 邢州内丘   | 检校太师、兼侍中             | 天福九年（944年）正月   | 天福九年（944年）六月   | 卒                 |
| 張從恩     | 權开封府尹、東都留守 |            | 检校太尉                     | 開運二年（945年）正月   |                         |                    |
| 趙瑩       | 开封府尹             | 華州華陰   |                              | 開運二年（945年）五月   | 開運二年（945年）十二月 | 中書令             |
| 桑維翰     | 开封府尹             | 河南府洛陽 |                              | 開運二年（945年）十二月 | 開運三年（946年）十二月 | 為張彥澤所殺       |

### 後漢
| 姓名       | 差遣       | 籍贯     | 结衔               | 上任时间                | 离任时间                  | 去向       |
| ---------- | ---------- | -------- | ------------------ | ----------------------- | ------------------------- | ---------- |
| 皇子劉承訓 | 开封府尹   |          | 檢校太尉、同平章事 | 天福十二年（947年）七月 | 天福十二年（947年）十二月 | 卒         |
| 侯益       | 开封府尹   | 汾州平遙 | 兼中書令           | 乾祐元年（948年）三月   | 乾祐三年（950年）五月     | 免         |
| 皇弟劉承勛 | 开封府尹   |          | 檢校太尉、兼中書令 | 乾祐三年（950年）五月   | 廣順元年（951年）春       | 卒         |
| 劉銖       | 權知开封府 | 陝州     | 檢校太師、兼侍中   | 乾祐三年（950年）十一月 | 乾祐三年（950年）十二月   | 為郭威所殺 |

### 後周
| 姓名     | 差遣                   | 籍贯       | 结衔                                  | 上任时间                      | 离任时间                | 去向                   |
| -------- | ---------------------- | ---------- | ------------------------------------- | ----------------------------- | ----------------------- | ---------------------- |
| 袁㠖     | 权知开封府             | 開封府登封 | 宣徽南院使                            | 廣順元年（951年）二月         | 廣順二年（952年）四月   | 為東京副留守           |
| 李穀     | 权東京留守、兼判開封府 | 颍州汝阴   | 中書侍郎、同平章事、判三司            | 廣順二年（952年）四月         | 廣順二年（952年）六月   | 仍為宰相               |
| 袁㠖     | 判开封府               |            | 宣徽南院使                            | 廣順二年（952年）六月         | 廣順二年（952年）十月   | 移知永興軍             |
| 陳觀     | 权知开封府             |            | 工部侍郎、樞密直學士                  | 廣順二年（952年）十月         | 廣順二年（953年）十二月 | 貶                     |
| 顏衎     | 权知开封府             | 兗州曲阜   | 尚書右丞、端明殿學士                  | 廣順二年（953年）十二月       | 廣順三年（953年）三月   | 罷守兵部侍郎           |
| 皇子柴榮 | 开封府尹               |            | 檢校太傅、同平章事                    | 廣順三年（953年）三月         | 顯德元年（954年）正月   | 皇帝                   |
| 王敏     | 开封少尹、權判府事     | 单州金乡   | 左諫議大夫                            | 顯德元年（954年）正月         | 顯德元年（954年）七月   | 刑部侍郎               |
| 邊光範   | 權判開封府             | 并州阳曲   | 刑部侍郎                              | 顯德元年（954年）七月         | 顯德二年（955年）       |                        |
| 王樸     | 權知開封府             | 鄆州須昌   | 左諫議大夫 → 左散騎常侍、端明殿學士   | 不晚於顯德二年（955年）十二月 | 顯德三年（956年）九月   | 樞密副使               |
| 向訓     | 權東京留守、兼判開封府 | 懷州河內   | 宣徽南院使                            | 顯德三年（956年）正月         | 顯德三年（956年）四月   | 淮南節度使兼沿江招討使 |
| 王樸     | 權東京留守、判開封府   |            | 樞密副使                              | 顯德四年（957年）二月         | 顯德四年（957年）八月   | 為樞密使               |
| 昝居润   | 判開封府               | 博州高唐   | 宣徽北院使                            | 顯德五年（958年）四月         | 顯德六年（959年）三月   | 為東京副留守           |
| 吴廷祚   | 權東京留守、判開封府   | 并州太原   | 宣徽南院使                            | 顯德六年（959年）三月         | 顯德六年（959年）六月   | 仍為樞密使             |
| 昝居润   | 判開封府               |            | 宣徽北院使 → 左領軍上將軍、宣徽南院使 | 顯德六年（959年）六月         | 建隆元年（960年）二月   | 周亡                   |

### 宋太祖朝
| 任次 | 姓名       | 差遣               | 籍贯     | 结衔                                       | 上任时间              | 离任时间              | 去向         |
| ---- | ---------- | ------------------ | -------- | ------------------------------------------ | --------------------- | --------------------- | ------------ |
| 1    | 昝居润     | 判开封府           |          | 檢校太保、宣徽南院使                       | 建隆元年（960年）二月 | 建隆元年五月          | 移权知镇州   |
| 2    | 吕余庆     | 权知开封府         | 幽州安次 | 给事中、端明殿学士                         | 建隆元年五月          | 建隆元年十月          | 為東京副留守 |
| 3    | 吴廷祚     | 東京留守、判开封府 |          | 檢校太尉、枢密使、同平章事                 | 建隆元年十月          | 建隆二年（961年）夏   | 雄武军节度使 |
| 4    | 晋王赵光义 | 开封府尹           |          | 泰宁节度使、检校太尉、殿前都虞候、同平章事 | 建隆二年七月          | 开宝九年（976年）十月 | 皇帝         |

### 宋太宗朝
| 任次 | 姓名       | 差遣                | 籍贯       | 结衔                             | 上任时间                    | 离任时间                    | 去向         |
| ---- | ---------- | ------------------- | ---------- | -------------------------------- | --------------------------- | --------------------------- | ------------ |
| 5    | 程羽       | 权知开封府          | 深州陆泽   | 给事中                           | 开宝九年（976年）十月       |                             | 移权知成都府 |
| 6    | 齐王赵廷美 | 开封府尹            |            | 检校太尉、兼中书令、永兴军节度使 | 开宝九年十月                | 太平兴国七年（982年）三月   | 西京留守     |
| 7    | 沈伦       | 判开封府            | 开封府太康 | 东京留守、尚书右仆射、同平章事   | 太平兴国七年二月            | 太平兴国七年三月            | 仍为宰相     |
| 8    | 李符       | 权知开封府          | 襄州襄阳   | 右谏议大夫                       | 太平兴国七年三月            | 太平兴国七年八月            | 贬权知春州   |
| 9    | 边珝       | 权知开封府          | 华州郑县   | 右谏议大夫                       | 太平兴国七年八月            | 太平兴国八年（983年）六月   | 卒           |
| 10   | 李穆       | 权知开封府          | 开封府阳武 | 中书舍人                         | 太平兴国八年（983年）六月   | 太平兴国八年（983年）十一月 | 参知政事     |
| 11   | 刘保勋     | 权知开封府          | 河南府河南 | 右谏议大夫                       | 太平兴国八年（983年）十一月 | 雍熙二年（985年）二月       | 判大理寺     |
| 12   | 辛仲甫     | 权知开封府          | 汾州孝义   | 左谏议大夫                       | 雍熙二年（985年）二月       | 雍熙二年（985年）十一月     | 御史中丞     |
| 13   | 王祐       | 权知开封府          | 大名府莘县 | 中书舍人                         | 雍熙二年（985年）十一月     | 雍熙三年（986年）           | 卒           |
| 14   | 许王赵元僖 | 开封府尹            |            | 兼侍中                           | 雍熙三年（986年）十月       | 淳化三年（992年）十一月     | 卒           |
| 15   | 魏庠       | 权知开封府          |            | 左谏议大夫                       | 淳化三年（992年）十一月     |                             |              |
| 16   | 张宏       | 权知开封府          | 青州益都   | 吏部侍郎                         | 淳化四年（993年）二月       | 淳化五年（994年）九月       | 奉朝请       |
| 17   | 寿王赵元侃 | 开封府尹 → 判开封府 |            | 检校太傅、同平章事 → 皇太子      | 淳化五年（994年）九月       | 至道三年（997年）三月       | 皇帝         |

### 宋真宗朝
皆为权知开封府
- 毕士安（997年-998年）
- 宋白（998年-999年）
- 魏羽（999年-1000年）
- 钱若水（1000年-1000年）
- 温仲舒（1000年-1002年）
- 寇准（1002年-1003年）
- 陈恕（1003年-1004年）
- 梁颢（1004年-1004年）
- 陈省华（1004年-1004年）
- 张雍（1004年-1006年）
- 李濬（1006年-1009年）
- 周起（1009年-1010年）
- 孙仅（1010年-1012年）
- 刘综（1012年-1013年）
- 王曙（1013年-1015年）
- 慎从吉（1015年-1016年）
- 任中正（1016年-1016年）
- 乐黄目（1016年-1018年）
- 马元方（1018年-1020年）
- 王随（1020年-1020年）
- 呂夷簡 天禧四年（1020年）九月以刑部郎中權知開封府，后拜相，子公綽、公弼、公著、公孺、曾孫嘉問亦在其之後權知開封府。

### 宋仁宗朝
- 李谘（1022年-1022年）
- 薛田（1022年-1023年）
- 薛奎（1023年-1024年）
- 王臻（1024年-1026年）
- 陳堯咨　即《賣油翁》中的陳康肅公，天聖四年（1026年）三月以龍圖閣直學士權知開封府。
- 陳堯佐  堯咨次兄，1027年八月以樞密直學士代弟，此前其父陳省華亦於景德元年[1004]十月以光祿卿權知開封府。同時一門四父子，四進士兩狀元，三知開封府，時以爲榮。
- 章得象（1029年-1029年）
- 王博文（1029年-1030年）
- 钟离瑾（1030年-1030年）
- 徐奭（1030年-1030年）
- 寇瑊（1030年-1031年）
- 程琳（1031年-1033年）
- 程琳（1033年-1034年）
- 张若谷（1034年-1034年）
- 张观（1034年-1034年）
- 王博文（1034年-1035年）
- 盛度（1035年-1035年）权发遣
- 范仲淹　景佑二年（1035年）十一月以天章閣待制權知開封府，其內剛外和，決事如神，京師謠曰：“朝廷無憂有范君，京師無事有希文”。
- 张逸（1036年-1037年）
- 丁度（1037年-1038年）
- 李若谷（1038年-1039年）
- 胥偃（1039年-1040年）
- 郑戬（1040年-1040年）权发遣
- 郑戬（1040年-1041年）
- 杜衍（1041年-1041年）
- 晁宗悫（1041年-1041年）
- 吴遵路（1041年-1042年）
- 贾昌朝（1042年-1042年）
- 王拱辰（1042年-1043年）权发遣
- 郭稹（1043年-1043年）
- 王拱辰（1043年-1044年）
- 梁适（1044年-1044年）
- 李淑（1044年-1044年）
- 吴育（1044年-1045年）
- 杨日严（1045年-1046年）
- 张方平（1046年-1046年）
- □□（1046年-1046年）权发遣
- 杨察（1046年-1046年）
- 张存（1046年-1047年）
- 明镐（1047年-1047年）
- 杨伟（1047年-1048年）权发遣
- 杨察（1048年-1048年）
- 张尧佐（1048年-1049年）
- 钱明逸（1049年-1050年）
- 赵槩（1050年-1050年）权发遣
- 刘沆（1050年-1051年）
- 魏瓘（1051年-1051年）
- 李绚（1051年-1052年）
- 何中立（1052年-1053年）权发遣
- 吕公绰（1053年-1053年）
- 杨察（1053年-1054年）
- 吕公弼（1054年-1054年）
- 蔡襄　至和元年（1054年）七月以龍圖閣直學士權知開封府，蘇黃米蔡四大家中的“蔡”。
- 王素（1054年-1055年）
- 曾公亮（1055年-1056年）
- 王珪（1056年-1057年）权发遣
- 钱明遇（1057年-1057年）权发遣
- 包拯　嘉佑二年（1057年）三月以龍圖閣直學士權知開封府。立朝剛毅，權貴斂手，吏不敢欺。嘉佑三年（1058年）六月去職，任期一年零叁月，由歐陽修繼任。
- 欧阳修　嘉佑三年（1058年）六月以翰林學士知開封府，承包拯威嚴之後，簡易循理，京師亦治，人謂“包嚴歐寬”。
- 陈升之（1059年-1060年）
- 吴奎（1060年-1060年）
- 唐介（1060年-1061年）权发遣
- 傅求（1061年-1061年）权发遣
- 王素（1061年-1062年）
- 吴奎（1062年-1062年）
- 贾黯（1062年-1062年）
- 李参（1062年-1063年）权发遣

### 宋英宗朝
- 冯京（1063年-1065年）
- 韩贽（1063年-1064年）权发遣
- 傅求（1064年-1065年）权发遣
- 沈遘（1065年-1065年）权发遣
- 韩绛（1065年-1066年）
- 沈遘（1066年-1067年）
- 杨佐（1067年-1067年）权发遣
- 傅求（1067年-1068年）

### 宋神宗朝
- 邵亢（1068年-1068年）
- 滕甫（1068年-1068年）權發遣
- 吕溱（1068年-1069年）
- 陈荐（1069年-1069年）權發遣
- 吕公著（1069年-1069年）
- 滕甫（1069年-1070年）
- 郑獬（1070年-1070年）
- 李肃之（1070年-1070年）
- 韩维（1070年-1072年）
- 陈荐（1072年-1072年）權發遣
- 刘庠（1072年-1072年）
- 元绛（1072年-1074年）
- 孙永（1074年-1075年）
- 韩缜（1075年-1076年）
- 杨绘（1076年-1076年）權發遣
- 李中师（1076年-1076年）權發遣
- 陈绎（1076年-1077年）權發遣
- 陈绎（1077年-1077年）
- 许将（1077年-1077年）權發遣
- 孙固（1077年-1078年）
- 苏颂（1078年-1079年）
- 许将（1078年-1078年）權發遣
- 许将（1078年-1079年）
- 钱藻（1079年-1079年）權發遣
- 钱藻（1079年-1079年）
- □□（1079年-1079年）權發遣
- 蔡延庆（1079年-1079年）
- 钱藻（1079年-1080年）
- 李清臣（1080年-1081年）權發遣
- 王安禮（1081年-1082年）王安石之弟，蘇軾下御史獄，獨安禮救之。元豐四年（1081年）十一月，以翰林學士權知開封府，論議明辨，事至立斷。未三月，三獄院及畿、赤十九邑，囚系皆空。
- 王存（1082年-1084年）
- 蹇周辅（1084年-1084年）
- 蔡京 元豐七年（1084年）十一月，以龍圖閣待制知開封府。

### 宋哲宗朝
- 吕大防（1084年-1085年）權發遣
- 钱勰（1085年-1085年）權發遣
- 谢景温（1085年-1085年）
- 钱勰（1086年-1087年）
- 吕公孺（1087年-1088年）
- 顾临（1088年-1089年）
- 王岩叟（1089年-1090年）
- 李之纯（1090年-1090年）權發遣
- 范百禄（1090年-1090年）
- 李之纯（1090年-1090年）
- 韩宗道（1090年-1091年）權發遣
- 韩宗道（1091年-1092年）
- 钱勰（1092年-1093年）
- 王钦臣（1093年-1094年）
- 王震（1094年-1095年）
- 范纯礼（1095年-1095年）權發遣
- 林希（1095年-1095年）權發遣
- 蒋之奇（1095年-1097年）
- 蒋之奇（1097年-1097年）權發遣
- 路昌衡（1097年-1098年）
- 吕嘉问（1098年-1099年）
- 吴居厚（1099年-1100年）

### 宋徽宗朝
- 范纯礼（1100年-1100年）權發遣
- 范纯礼（1100年-1100年）
- 宇文昌龄（1100年-1100年）權發遣
- 温益（1100年-1101年）權發遣
- 温益（1101年-1101年）
- 王觌（1101年-1101年）權發遣
- 温益（1101年-1101年）
- 温益（1101年-1101年）權發遣
- 郭知章（1101年-1101年）
- 宇文昌龄（1101年-1101年）權發遣
- 宇文昌龄（1101年-1101年）
- 谢文瓘（1101年-1102年）權發遣
- 吴居厚（1102年-1102年）
- 徐彦孚（1102年-1102年）權發遣
- 路昌衡（1102年-1102年）
- 吕嘉问（1102年-1103年）
- 吴栻（1103年-1105年）
- 王宁（1105年-1105年）
- 李孝寿（1105年-1106年）尹
- 宋乔年（1106年见[22]）尹
- 时彦（1106年见，[23]在任数月[24]） 尹
- 林摅 （1107年见[25]）尹
- 李孝寿 （1107年-1107年[26]）尹
- 宋乔年（1107年-1108年[27]） 尹
- 李孝称（1108年-1109年[28]） 尹
- 许几 （1109年-1109年[29]） 尹
- 吴择仁 （1109年见）尹
- 李孝寿 （1111年-1112年[30]）尹
- 李孝称 （1112年见[31]）尹
- 王诏 （1113年见[32]）尹
- 盛章 （111？年-1115年[33]）尹
- 王革 （1115年-1116、1117年见）尹
- 盛章 （1118年、1119年见）尹
- 聂山（1119年-1120年） 尹
- 王鼎（1120年-1120年）尹
- 王革 （1122年见[34]）尹
- 燕瑛 （1124年见[35]）尹
- 蔡懋 （1124年-1124年[36]）尹
- 燕瑛（1124年[37]-1125年[38]） 尹
- 蔡绍（1125年-1125年） 尹
- 定王赵桓（1125年-1125年）牧

### 宋钦宗朝
- 王革（1125年-1126年） 尹
- 聂山（1126年-1126年） 領
- 王时雍（1126年-1126年） 尹
- 聂山（1126年-1126年） 尹
- 程振（1126年-1126年） 尹
- 何（1126年-1126年） 領
- 徐秉哲（1126年-1126年） 尹
- 梅执礼（1126年-1126年） 尹
- 王时雍（1126年-1127年） 尹
- 李若水（1127年-1127年） 尹
- 徐秉哲（1127年-1127年） 尹
- 周懿文（1127年-1127年） 尹

### 宋高宗朝
- 徐秉哲（1127年-1127年） 尹
- 王宁（1127年-1127年） 領
- 钱伯言（1127年-1127年） 尹
- 宗澤　康王赵构南迁后，留守开封。建炎元年（1127年）六月十日，以龙图阁学士权知开封尹。
- 宗澤（1127年-1128年[39]）尹
- 杜充　建炎二年（1128年）九月充继宗泽兼开封尹，建炎三年（1129年）七月棄守開封南逃建康。
- 上官悟　建炎三年（1129年）為东京留守，非開封府尹，是宋朝在开封最后的地方长官。

上官悟殉職後，开封成为金国领土，宋朝开封府尹一职务终结，金国在此设置南京开封府。

### 金朝
- 完颜胡沙虎（1137年）
- 胡石改（1145年-1150年）
- 赤盏晖（1151年-1152年）
- 冯长宁（1154年-1155年）
- 张中孚（1156年）
- 耶律安礼（1158年-1159年）
- 孔彦舟（1160年）
- 萧怀忠（1161年）
- 纥石烈志宁（1161年）
- 讹里也（1161年）
- 纥石烈良弼（1162年）
- 完颜宗宪（1162年）
- 张中彦（1163年-1165年）
- 完颜宗尹（1166年-1168年）
- 移剌成（1169年-1171年）
- 魏子平（1171年）
- 唐括安礼（1172年-1173年）
- 王蔚（1173年-1175年）
- 石抹荣（1175年-1176年）
- 徒单克宁（1177年）
- 移剌道（1180年-1181年）
- 马惠迪（1190年）
- 乌古论元忠（1197年-1200年）
- 徒单镒（1205年-1206年）
- 仆散揆（1206年-1207年）
- 仆散端（1212年-1214年）
- 李苹（1215年）
- 刘頍（1215年-1216年）
- 温迪罕缔达（1217年）
- 李复亨（1218年）
- 温迪罕二十（1219年）
- 温迪罕缔达（1220年）
- 麻斤出（1226年-1228年）
- 徒单百家（1231年-1232年）
- 完颜奴申（1232年-1233年）